# 日本とフィリピンの関係

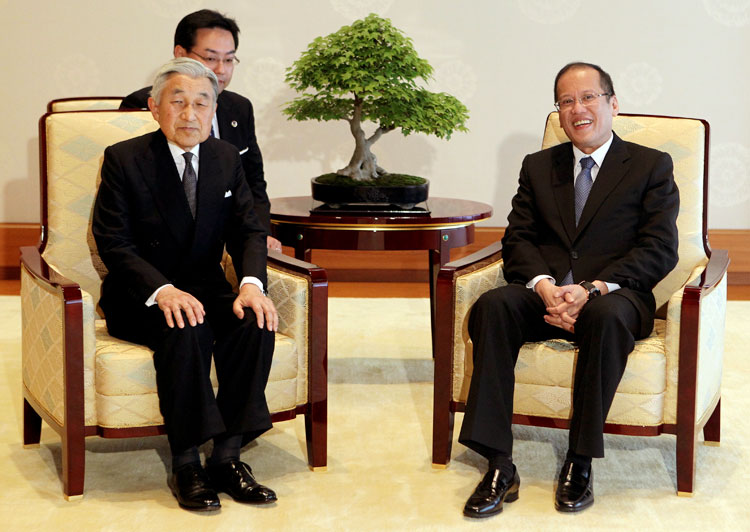
日本国の天皇（当時）である明仁天皇（左）とフィリピンの大統領であるベニグノ・アキノ三世（右）

日本とフィリピンの関係（にほんとフィリピンのかんけい、タガログ語: Ugnayang Hapon-Pilipinas、英語: Japan–Philippines relations）について述べる。日比関係とも記される。

## 歴史

### 前近代

#### 倭寇
1571年のスペイン人の調査報告によると、日本人の海賊、密貿易商人が支配する植民地はマニラ、カガヤン・バレー地方、コルディリェラ、リンガエン、バターン、カタンドゥアネスにあった。マニラの戦い (1574)、カガヤンの戦い (1582)で影響力は低下したが、倭寇の貿易ネットワークはフィリピン北部に及ぶ大規模なものだった。イエズス会は倭寇を恐れており、1555年に書かれた手紙の中で、ルイス・フロイスは、倭寇の一団から身を守るために、宣教師たちが武器に頼らざるを得なかったことを語っている。
日本人によるフィリピン侵略の恐れについて書かれた最古のものは1586年の評議会メモリアルである。マニラでは日本人の倭寇が単なる略奪以上の野心を持っているかもしれないと推測されており「彼らはほとんど毎年下山しルソンを植民地にするつもりだと言われている」と警鐘を鳴らしていた。

#### 豊臣秀吉とフィリピン

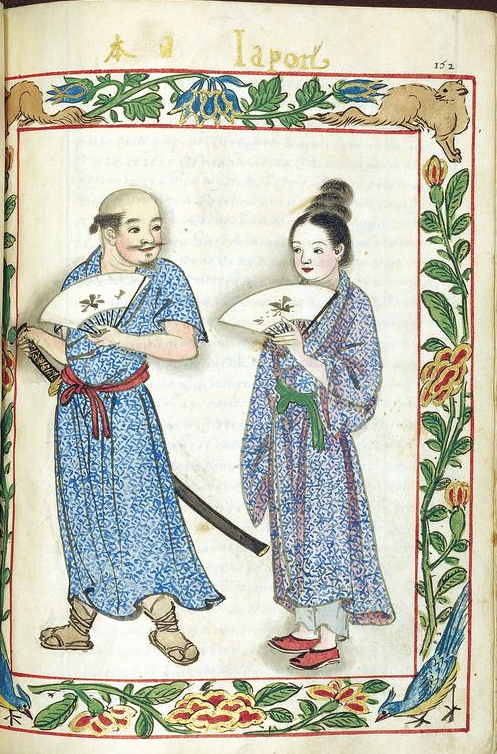
日本人在フィリピン、c. (1590) Boxer Codex

1592年に豊臣秀吉はフィリピンに対して降伏と朝貢を要求してきたが、フィリピン総督ゴメス・ペレス・ダスマリニャスは1592年5月1日付で返事を出し、ドミニコ会の修道士フアン・コボが秀吉に届けた。コボはアントニオ・ロペスという中国人キリスト教徒とともに日本に来たが、コボとロペスは、朝鮮侵略のために九州に建てられた名護屋城で秀吉に面会した。原田喜右衛門はその後、マニラへの第二次日本使節団を個人的に担当することになり、アントニオ・ロペスは原田の船で無事にマニラに到着した。
1593年6月1日、ロペスは日本で見たこと行ったことについて宣誓の上で綿密な質問を受けたが、そのほとんどは日本がフィリピンを攻撃する計画について知っているかということに関するものであった。ロペスはまず秀吉が原田喜右衛門に征服を任せたと聞いたと述べた。ロペスは日本側の侵略の動機についても答えた。
ロペスはまた日本人にフィリピンの軍事力について尋問されたとも述べている。アントニオ・ロペスはフィリピンには4、5千人のスペイン人がいると答えたのを聞いて、日本人は嘲笑った。彼らはこれらの島々の防衛は冗談であり、100人の日本人は2、300人のスペイン人と同じ価値があると言ったという。ロペスの会った誰もが、フィリピンが征服された暁には原田喜右衛門が総督になると考えていた。
その後、侵略軍の規模についてロペスは長谷川宗仁の指揮で10万人が送られると聞いたが、ロペスがフィリピンには5、6千人の兵士しかおらず、そのうちマニラの警備は3、4千人以上だと言うと、日本人は1万人で十分と言った。さらにロペスに10隻の大型船で輸送する兵士は5、6千人以下と決定したことを告げた。ロペスは最後に侵攻経路について侵略軍は琉球諸島を経由してやってくるだろうといった。
1597年2月に処刑された26聖人の一人であるマルチノ・デ・ラ・アセンシオンはフィリピン総督宛の書簡で自らが処刑されることと秀吉のフィリピン侵略計画について日本で聞いた事を書いている。「（秀吉は）今年は朝鮮人に忙しくてルソン島にいけないが来年にはいく」とした。マルチノはまた侵攻ルートについても「彼は琉球と台湾を占領し、そこからカガヤンに軍を投入し、もし神が進出を止めなければ、そこからマニラに攻め入るつもりである」と述べている。

#### 朱印船貿易と日本人町
豊臣秀吉はキリスト教布教の伴わない南蛮貿易を望み、自らルソンとの交易を推進しようとしていた。両国が本格的に貿易を始めたのは1592年、豊臣秀吉によって朱印船貿易がおこなわれるようになってからである。
スペインは当時、同じくスペイン領のメキシコとマニラを結ぶガレオン貿易を重要視しており、フィリピンには商人やキリスト教のアジア布教を目的とした宣教師が多く訪れている状況であった。日本人が東南アジアに進出すると、自然とこれらの商人を相手とする通商が発展していった。貿易に従事する多くの日本人が東南アジアに移り住み各地で日本人町を形成し、フィリピンにもマニラなどに日本人町(DILAW:黄色の意）が作られた。
1570年には20人ほどだった日本人居住者は、17世紀には1500人、最盛期には3000人にもなった。1614年にはバテレン追放令を受けてマニラに到着した大名、高山右近をスペイン人フィリピン総督、フアン・デ・シルバらが歓迎している。しかし1633年以降の鎖国令によって、日本人町は衰退しやがて消滅。
鎖国の後、日本は公的な外交を中国（明、清）、朝鮮、オランダ、そして事実上の勢力下においた琉球に限っており、フィリピンを含む各国との交流はほぼ断絶した。

#### 徳川幕府によるフィリピン侵略計画
日本によるフィリピン侵略は秀吉だけでなく、1630年に松倉重政によって計画が行われた。マニラへの先遣隊は1631年7月、日本に帰国したが1632年7月までスペイン側は厳戒態勢をしいていた。1637年には息子の松倉勝家の代においても検討がなされた。
オランダ人は1637年のフィリピン侵略計画の発案者は徳川家光だと確信していたが、実際は将軍ではなく、上司の機嫌をとろうとしていた榊原職直と馬場利重だったようである。遠征軍は松倉勝家などの大名が将軍の代理として供給しなければならなかったが、人数については、松倉重政が計画していた2倍の1万人規模の遠征軍が想定されていた。フィリピン征服の司令官は松倉勝家が有力であったが、同年におきた島原の乱によって遠征計画は致命的な打撃を受けた。
島原の乱の数ヵ月後、将軍徳川家光の諮問機関は廃城となっていた原城を奪うために必要な努力と、何百マイルも移動して（当時の東アジアで最も要塞化された都市の一つであった）マニラの要塞に対抗するために同様の規模の軍と同様の海軍の支援を計画することを比較検討した。フィリピン侵攻のために用意した1万人の兵力は10万人、つまりその3分の1の反乱軍に打ち勝つために原城に投入しなければならなかった兵力であるべきとの分析がなされた。

#### キリスト教の日本布教とフィリピン
フィリピンを拠点にフランシスコ会やドミニコ会などの修道会が、日本への布教を試みた（日本のキリスト教史参照）。
マニラにおいて中国人男性と現地の女性との間に生まれたロレンソ・ルイス（ドミニコ会士）は、1637年に長崎の西坂で殉教した。1987年、同時期に長崎で殉教した宣教師・信徒らとともに列聖され（聖トマス西と15殉教者）、フィリピン人では初の（2019年現在では唯一の）聖人となった。聖ロレンソ・ルイスは、フィリピンとフィリピン人の守護聖人とされている。
鎖国体制下の日本に潜入した最後の宣教師とされるイタリア出身のジョヴァンニ・バッティスタ・シドッティは、マニラに数年間滞在し、かつての日本人町住民の末裔や漂流民から日本語を学んで日本布教の準備を整えた。1708年にマニラから日本に向かった。

### 開国後

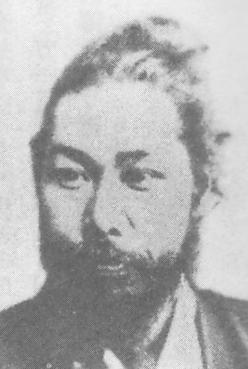
フィリピン独立を支援した宮崎滔天

1868年に日西修好通商航海条約が結ばれ、日本とスペインの国交が樹立される。1895年に「国境確定ニ関スル日西両国宣言」が東京で調印された。この宣言は両国の所領権を明確にするため、台湾（日本領）とフィリピン（スペイン領）の間のバシー海峡を両国の境界線と定めた。1899年に米比戦争が起こると、日本の明治政府は戦争遂行のための武器弾薬を運搬する布引丸の購入を支援するなどフィリピン独立革命の支援を行っており、1913年フィリピン第一共和国が崩壊すると、アルテミオ・リカルテ将軍らの政治亡命を受け入れたりしていた。

#### ダバオの日本人街
1910年代に農園経営の為の日本人労働者がダバオに大量に移民し、1916年には町の日本人人口が1万人を越え日本人街が形成された。日本人学校や神社仏閣なども建設され発展したが、太平洋戦争が始まると日本人は強制収容された。日本軍のフィリピン占領によって日本人は解放されるが、1944年にフィリピンをアメリカが再奪回した際に街は激戦地となり壊滅した。この名残りで、フィリピンの他地域と比べ多数の日系人がダバオに居住している。

### 第二次世界大戦

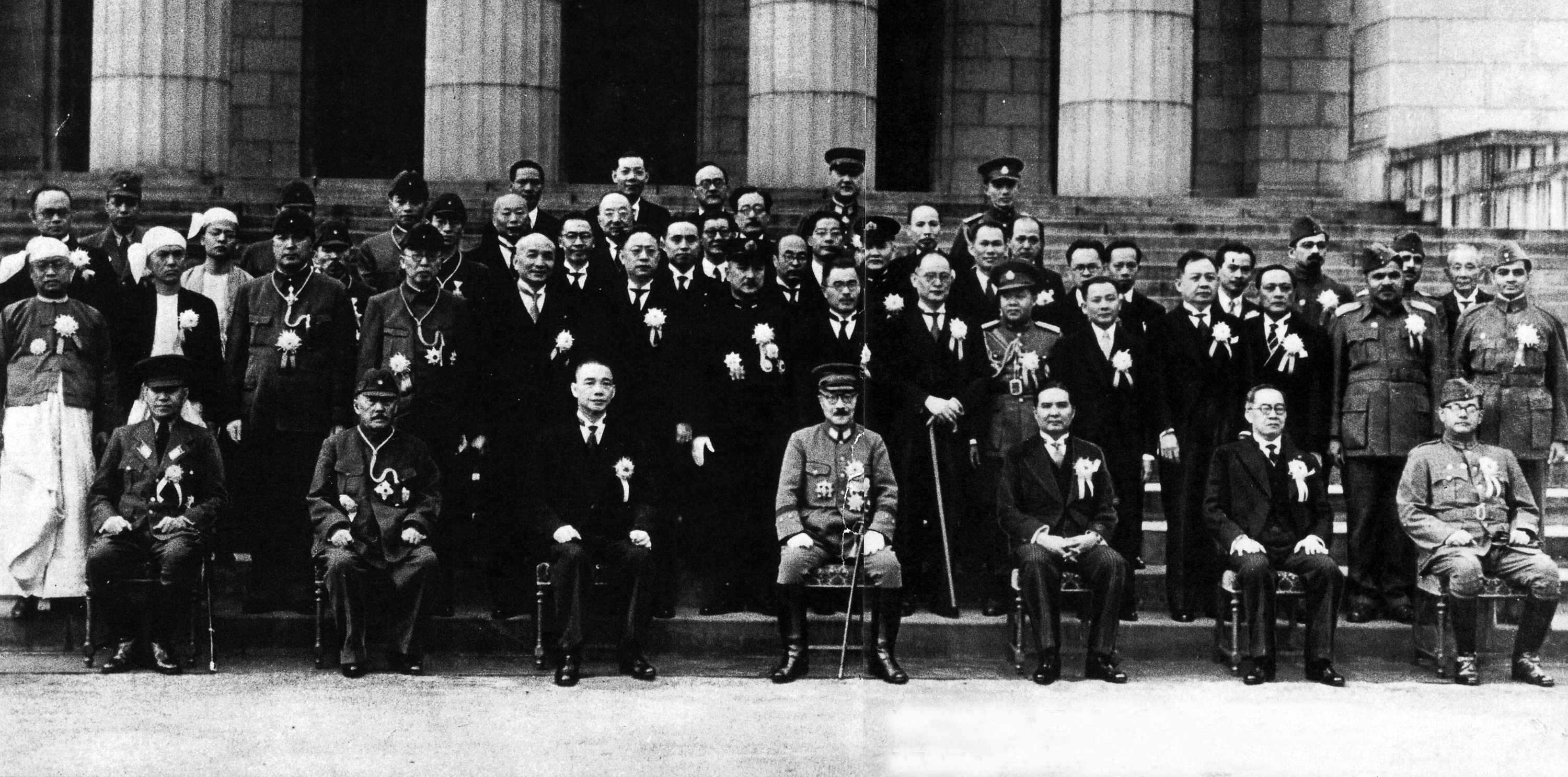
大東亜会議に集まったアジア各国の首脳として右端のインド代表団の隣にフィリピン全権団（帝国議会前にて）

第二次世界大戦がはじまると日本は東南アジア各地に進軍し、南方作戦の一環として1941年フィリピンにも上陸する。日本軍は150日でフィリピンを占領するが、その際バターン要塞から数万人のアメリカ兵およびフィリピン兵捕虜を食糧補給が可能な地点まで100kmにわたって徒歩により移動させたため多くを死亡させるバターン死の行進事件が起きた。米比戦争によって崩壊したフィリピン第一共和国のエミリオ・アギナルド元大統領やアルテミオ・リカルテ将軍などの独立運動家は日本軍への支持を表明し、日本はフィリピンの独立を支援しフィリピン第二共和国が建国された。フィリピン経済はアメリカ軍の攻勢期になると日本の軍票の価値の下落などによりインフレーションに陥り混乱した。日本と協力するマカピリなどの組織とフクバラハップなどの抗日組織の対立・戦闘も各地で起き、飢餓の発生などとともにフィリピンは混乱を極めた。アメリカ軍によるフィリピン再奪回により1945年9月に戦闘は終結するが、その過程でのフィリピン人死者数は110万人を超えた。

### 戦後

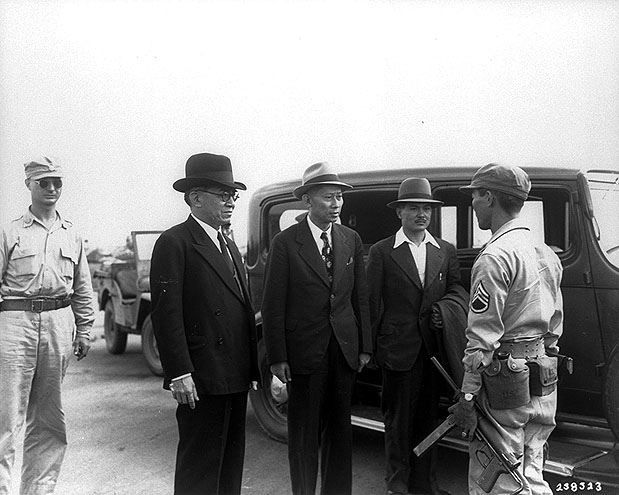
日本の傀儡であったホセ・ラウレル大統領以下フィリピン第二共和国首脳は進駐したアメリカ軍によって逮捕された

日比間の戦争状態が正式に終結されたのは1956年の日比賠償協定締結時である。日本は1976年までに、フィリピンに対して1902億300万の賠償金を支払っているほか、戦後補償の意味合いも込めた日本からフィリピンへの援助供与が積極的に行われるようになり、以後フィリピンにとって日本は最大の援助供与国となっている。
1960年日比友好通商航海条約が調印されたが、フィリピンにおける対日感情が改善しない影響で批准は1973年まで待たなければならなかった。
1980年代には、多くのフィリピン人の間で第二次世界大戦の記憶は薄れ、あるいは忘れられつつあり、彼らにとって日本は開発援助・貿易・投資・観光の資金源でしかなく、そのため両国間の外交摩擦はほとんど見られなかった。1986年11月、コラソン・アキノ大統領（当時）は日本を訪れ昭和天皇と面会した。そして彼女の訪日中に、新たな援助が両国間で合意された。1989年、アキノ大統領は昭和天皇の葬儀参列のために再訪日、1990年には明仁天皇の即位の礼参列のためにまた日本を訪れた。
1990年代初頭において両国の関係は良好なものであった。
2008年12月と2009年2月に、藤崎一郎駐米大使が、2010年9月13日、日本の岡田克也外相がバターン死の行進について正式な謝罪を行った。
現在フィリピンにとって日本は最大の輸出相手国、輸入相手国となっており（中国からは香港を除く）、海外からフィリピンへの直接投資も58.1%（2009年）で過半を占めている。
2008年には日比経済連携協定が結ばれている。フィリピンが二国間の包括的経済連携協定を結んでいるのは日本のみである。
日本の海上保安庁は、フィリピン沿岸警備隊の創設時から多大な貢献をしている。またアキノ大統領と安倍晋三総理の相性は格別に良いという評価もある。2013年11月の台風ヨランダでフィリピンが甚大な被害を受けた際、フィリピン政府の要請により、日本は過去最大となる自衛隊の派遣を行い、救助活動や復興活動を助けた。
日本はフィリピンの政情面でも貢献しており、フィリピンのイスラム過激派で、反政府闘争を続けるモロ・イスラム解放戦線（MILF）と、フィリピン政府との仲介を行っている。2011年には、日本政府の仲介でアキノ大統領が極秘来日し、MILFの最高指導者ムラド・エブラヒム議長と8月4日に東京近郊で非公式会談を行った。政府・MILFのトップ同士の会談は初めてである。また、国際協力機構は、この地域の事業への資金供給を行っており、アキノ大統領は、MILFとの和平において「日本の貢献は計り知れない」と謝意を示している。

## 年表
- 1591年 豊臣秀吉、スペインのマニラ総督に対し入貢を要求。
- 1592年 朱印船貿易開始。以後日本町がマニラに発展。
- 1601年 フィリピンから出港したスペイン船により、日本にたばこが伝来。
- 1603年 フィリピン総督の書簡を携えたルイス・ソテロが来日。
- 1614年 日本を追放された高山右近がマニラに到着。
- 1609年 フィリピン総督ドン・ロドリゴが上総国に漂着。
- 1633年 鎖国令により日本からの出入国が厳しき制限され、以後日本町は衰退。
- 1698年 ガレオン貿易ルートを経て、サツマイモが日本に伝わる。
- 1830年 備前国を出港した神力丸がフィリピン北部に漂着。
- 1835年 肥後国を出港した船がルソン島に漂着。
- 1868年 日西修好通商航海条約が結ばれる。
- 1888年 マニラに日本領事館が開設。ホセ・リサール来日。
- 1899年 布引丸事件が発生。フィリピン独立革命の支援船布引丸が暴風雨によって沈没した。
- 1905年 日米間による桂・タフト協定で、日本はアメリカの植民地フィリピンに対し領土的野心がないことを表明。
- 1908年 日米間による高平・ルート協定で、フィリピンにおけるアメリカの管理権を日本が承認。
- 1941年 フィリピンに日本軍が上陸（フィリピンの戦い (1941-1942年)）、占領。
- 1943年 大東亜会議に日本代表とフィリピン代表が出席。
- 1944年 フィリピンに連合軍が上陸（フィリピンの戦い (1944-1945年)）、占領。
  - 9月 モロタイ島の戦い
  - 10月 レイテ島の戦い、 レイテ沖海戦
  - 12月 ミンドロ島の戦い
- 1945年
  - 2月 マニラの戦い、ビサヤ諸島の戦い
  - 3月 ミンダナオ島の戦い
  - 4月 スールー諸島の戦い
  - 5月 ボルネオの戦い
- 1956年 日比賠償協定締結。
- 1960年 日比友好通商航海条約署名。
- 2006年 日比経済連携協定・日比共同声明[23]

## 外交使節

### 駐日フィリピン大使
| 代                                                | 氏名                                          | 在任期間        | 官職名       | 備考                      |
| ------------------------------------------------- | --------------------------------------------- | --------------- | ------------ | ------------------------- |
| 1                                                 | ホルヘ・バルトロメ・ヴァルガス                | 1943年 - 1945年 | 特命全権大使 | 初代                      |
| ※1945年から1956年はフィリピンから日本への駐箚なし |                                               |                 |              |                           |
|                                                   | ホセ・P・メレンシオ                           | 1952年          | 使節団代表   |                           |
|                                                   | トーマス・G・デ・カストロ                     | 1953年          | 臨時代理大使 |                           |
|                                                   | ホセ・F・イムペリアル                         | 1953年 - 1956年 | 使節団代表   |                           |
| ※1956年7月 大使館昇格                             |                                               |                 |              |                           |
|                                                   | ホセ・F・イムペリアル                         | 1956年          | 臨時代理大使 |                           |
| 2                                                 | フェリノ・ネリ                                | 1956年 - 1958年 | 特命全権大使 | 信任状捧呈は9月13日       |
| 3                                                 | マニュエル・A・アディヴァ                     | 1958年 - 1962年 | 特命全権大使 | 信任状捧呈は7月14日       |
|                                                   | ロメオ・S・ブスエゴ                           | 1958年、1962年  | 臨時代理大使 |                           |
|                                                   | ペドロ・G・ラミレス                           | 1962年          | 臨時代理大使 |                           |
| 4                                                 | マウロ・メンデス                              | 1962年 - 1964年 | 特命全権大使 | 信任状捧呈は4月5日        |
|                                                   | ペドロ・G・ラミレス                           | 1962年、1964年  | 臨時代理大使 |                           |
|                                                   | デルフィン・R・ガルシア                       | 1964年          | 臨時代理大使 |                           |
| 5                                                 | ハシント・シー・ボルハ                        | 1964年 - 1966年 | 特命全権大使 | 信任状捧呈は10月21日      |
|                                                   | デルフィン・R・ガルシア                       | 1964年          | 臨時代理大使 |                           |
| 6                                                 | ホセ・S・ラウレル三世                         | 1966年 - 1971年 | 特命全権大使 | 信任状捧呈は4月27日       |
| 7                                                 | ロベルト・S・ベネディクト                     | 1972年 - 1978年 | 特命全権大使 | 信任状捧呈は3月7日        |
| 8                                                 | カルロス・J・バルデス                         | 1978年 - 1986年 | 特命全権大使 | 信任状捧呈は3月16日       |
| 9                                                 | ラモン・V・デル・ロサリオ                     | 1986年 - 1992年 | 特命全権大使 | 信任状捧呈は6月17日       |
| 10                                                | ドミンゴ・L・シアソン                         | 1993年 - 1995年 | 特命全権大使 | 信任状捧呈は2月17日       |
| 11                                                | アルフォンソ・T・ユーチェンコ 楊応琳          | 1995年 - 1998年 | 特命全権大使 | 信任状捧呈は11月9日       |
| 12                                                | ロメオ・A・アルグェリャス                     | 1998年 - 2001年 | 特命全権大使 | 信任状捧呈は1999年4月28日 |
| 13                                                | ドミンゴ・L・シアゾン                         | 2001年 - 2010年 | 特命全権大使 | 信任状捧呈は9月28日 再任  |
|                                                   | ベレン・フル・アノタ                          | 2010年 - 2011年 | 臨時代理大使 |                           |
| 14                                                | マニュエル・M・ロペス                         | 2011年 - 2016年 | 特命全権大使 | 信任状捧呈は4月7日        |
|                                                   | マリアン・ジョセリン・R・ティロル＝イグナシオ | 2016年 - 2017年 | 臨時代理大使 |                           |
| 15                                                | ホセ・カスティリョ・ラウレル五世              | 2017年 - 2022年 | 特命全権大使 | 信任状捧呈は6月9日        |
|                                                   | ロベスピエール・L・ボリヴァー                 | 2022年 - 2023年 | 臨時代理大使 |                           |
| 16                                                | ミレーン・ガルシア‐アルバノ                   | 2023年 -        | 特命全権大使 | 信任状捧呈は4月19日       |